# パッパ・アル・ポモドーロ
パッパ・アル・ポモドーロ（イタリア語: pappa al pomodoro）、またはパッパ・コル・ポモドーロ（イタリア語: pappa col pomodoro）はイタリアのトスカーナ地方伝統的な家庭料理。時間が経って堅くなったパンをトマトで煮込んだ料理である。日本語では「トマトのパン粥」と翻訳して紹介されることもある。
冬場は温かく、夏でも適温に冷まして食べられる。暑くて食欲が無い、体調が優れない時、あるいは二日酔いのときなどにもよく食べられる。
パッパ（pappa）は幼児語で「ご飯」に相当する語（日本語の「まんま」の意）。ポモドーロ（pomodoro）はトマトの意である。名前のように幼児向けの食事としても適している。
トスカーナ地方の伝統的なパン、パーネ・トスカーノには塩が使われておらず、堅くなるのが早い。また、キリスト教の伝統としてパンを捨てることはごく少ない。そのため、堅くなったパンを再利用する料理が発達した。パッパ・アル・ポモドーロもそういった料理の1種で、もとは田舎料理、貧しい家庭料理であった。
2015年に当時ドイツ首相だったアンゲラ・メルケルがフィレンツェを訪問した際にはパッパ・アル・ポモドーロが提供され、好評を得ている。トスカーナの人にとって、この料理は伝統の一品であり、誇りに思っている一品である。
パッパ・アル・ポモドーロは、リタ・パヴォーネが歌う『Viva La Pappa Col Pomodoro』という歌にもなっている。

## 作り方の例
以下に作り方の例を示す。
1. 鍋にオリーブ・オイルとニンニクを入れ、加熱する。
2. ニンニクが薄く色づいたところで、細かく切ったトマトとバジリコを加え、塩とコショウで味をととのえる。
3. 沸騰したら、ブイヨンとスライスしたパンを順に加える。
4. 10分ほど煮込む。
5. 火を消して、15分から20分ほどスープを休ませ、適温になったら皿に盛り付ける。
6. オリーブ・オイルを適宜かける。